# Gornje Crkvice
Gornje Crkvice (cyr. Горње Црквице) – wieś w Czarnogórze, w gminie Nikšić. W 2011 roku liczyła 49 mieszkańców.